# Jan Kolář (grafik)
Jan Kolář (* 10. listopadu 1975 Praha) je český grafický designér a pedagog. Jeho specializací jsou návrhy na jednotný vizuální styl firem a měst.

## Životopis
V roce 1996 absolvoval Vyšší grafickou školu v Praze. V roce 2004 dokončil studium na Vysoké škole uměleckoprůmyslové v Praze, atelier grafického designu a vizuální komunikace.
V letech 1995–1998 pracoval v grafickém studiu svého otce Miloslava Koláře. Realizoval zde např. grafický manuál VŠE a ČEZ a jiné. V letech 2000–2002 pracoval jako art director v Unicorn Multimedia. Od roku 2005 je čestným členem Union of visual Artists. Od roku 2008 externě vyučuje grafický design na soukromé škole Michael. Společně s Jakubem Dudáčkem tvoří pod názvem „Kolargrafik studio.
Žije v Praze.

## Dílo

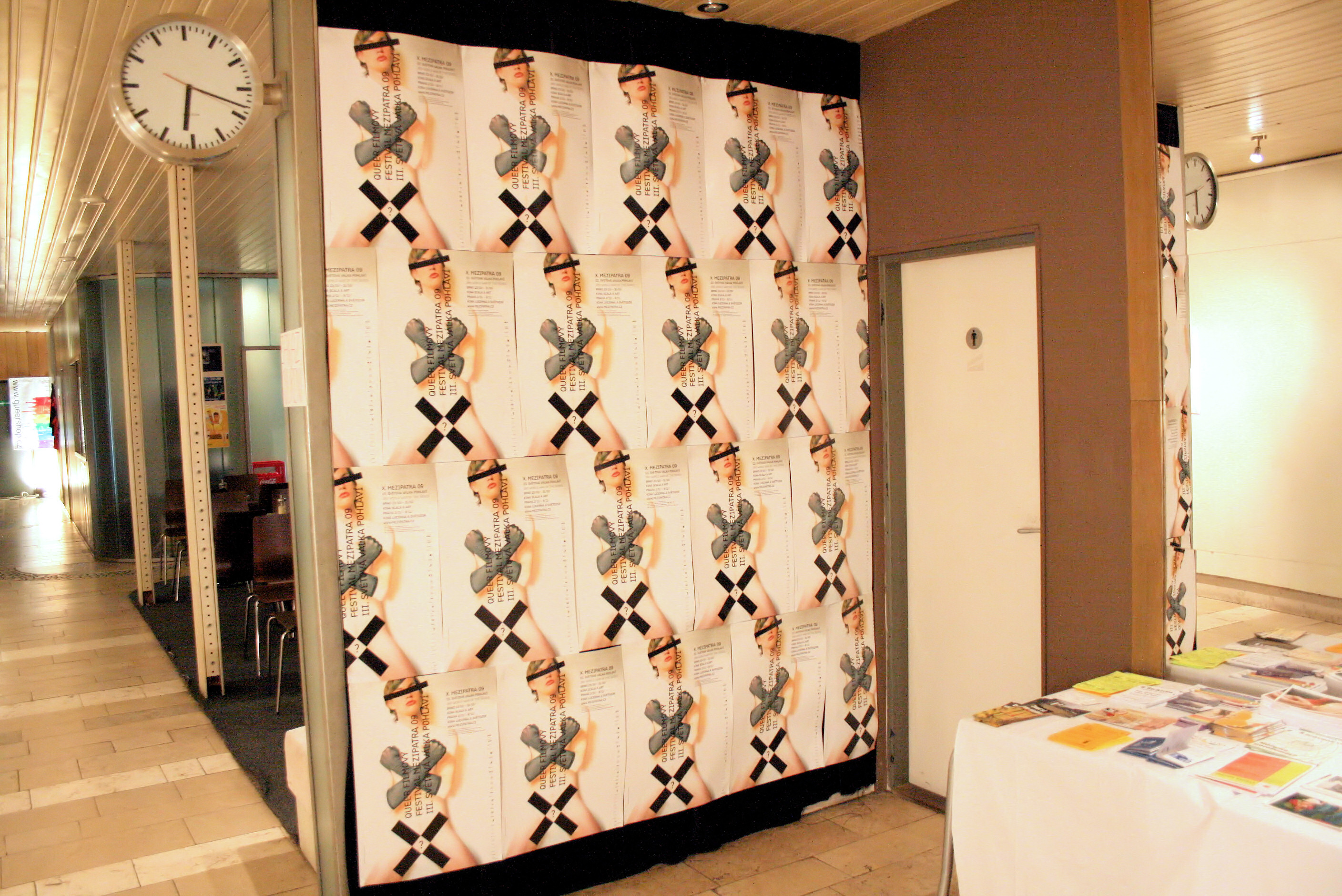
Vizuál filmového festivalu Mezipatra 2009

Je autorem vítězného návrhu jednotného vizuálního stylu města Pardubic (2004), Královéhradeckého kraje (2005), města Olomouce (2008) a Sčítání lidu 2011 (2009).
Vytvořil jednotný vizuální styl firem a institucí: Kanzelsberger, Mezinárodní veletrh Svět knihy, Voleman, club Joshua Tree, bar Papas, Restaurant Molo 22, M-Factory, Aktivní turistika aj. Spolupracoval s institucemi a společnostmi: Národní divadlo, NG Praha, Česká spořitelna, Pojišťovna Kooperativa, Česká pojišťovna, Slovakofarma, LG Elektronic, Velvyslanectví Velké Británie, Plzeňský Prazdroj, Steier 1915, Chiaro Design, Mediarex atd.
V rámci podpory neziskového sektoru vypracoval grafické aplikace pro: Nadace Václava Havla Havealook, nadace Život, pražské Centrum sociální pomoci, Sdružení handicapovaných Vlastní cestou, Hematologická společnost, kampaň na podporu registrovaného partnerství, filmový festival Mezipatra.
Byl publikován např. v ročence CI_CZ – nejlepší český corporate identity 1990–2007, v knize Český design 01.

## Ocenění
- 1996  – Zvláštní cena za sociální plakát, Nadace Život
- 2005 – Vynikající design, Vynikající výrobek 2005
- 2005 – Dobrý design, Vynikající výrobek roku 2005 (spolu s J. Růžičkou)[3]
- 2007 – Národní cena za design, Vynikající výrobek roku 2007[7]